# مشونش
مشونش بلدية بولاية بسكرة.تقع على حافة الصحراء .المعروف عنها أنها مليئة  ببساتين النخيل الواسعة والمناظر الطبيعية الصحراوية الجميلة في هذه المنطقة .يمر عليها إغزر أملال. 

## مقدمة
التاريخ لا ترويه فقط صفحات الكتب أو القطع الأثرية المحفوظة في المتاحف، بل نقرأه كذلك من خلال الطبيعة، خاصة: النبات، الصخور، المياه.. ومن خلال ملامح وجه إنسان كل منطقة؛ في فرحه أو حزنه. نستطيع تغيير قدرنا التراجيدي المحتوم؛ المتمثل في زوال ثقافتنا الشفوية وذلك بتدوينها.
كل شبر من هذا الوطن يزخر بتاريخ طويل وحافل، فقط علينا بحسن الاستماع والتسجيل، وفي هذا الإطار لم لا نستمع لما ترويه شعاب، جبال، منازل، بساتين، أغاني، نساء.. بلدة مشونش بجنوب الأوراس من حكايات. 
مشونش، الاسم الحديث لبلدية تقع بين الأوراس والزيبان، بها يمر الوادي الأبيض قبل وصول مياهه إلى سد فم الغرزة بدائرة سيدي عقبة (بسكرة)، فهذا الوادي يعتبر شريان الحياة بالنسبة للبلديات التي يمر بها، والواقعة بين جبل شيليا والسد المذكور آنفا، وهي: إينوغيسن، إيشمول، آريس، تيغانمين، تكوت، غسيرة، مشونش. 
مشونش هي التسمية الإدارية للبلدية التي يفضل سكانها التسمية القديمة “همسونين” ومعناها الجنات. لقد كانت “همسونين” تابعة إداريا لدائرة آريس بولاية باتنة إلى غاية التقسيم الإداري البومديني لسنة 1974؛ حيث أصبحت تابعة للولاية رقم 07. 

## تاريخيا
وقف سكان هذه المدينة ضد الاحتلال الفرنسي في عديد المناسبات: مساندة الحاج أحمد باي لما لجأ إلى جبل أحمر خدو بجنوب الأوراس (1845 ـ 1848)، ثورة الزعاطشة (1849)، ثورة سي الصادق أوالحاج (1858)، ثورة اللحالحة (1879) .. وهي مسقط رأس العقيد عبد الرزاق حمودة “سي الحواس”، أول قائد للولاية السادسة (الصحراء) ورفيق العقيد عميروش في الاستشهاد بجبل ثامر (بوسعادة). منزل سي الحواس بالبلدية حوّل إلى متحف خاص بالشهيد. الجنرال ديغول زار المدينة سنة 1957 في إطار الترويج لسياسته الاستعمارية.
مقاومة سكان المدينة للاحتلال الفرنسي خلّدها الرسام الفرنسي رافيه؛ حيث رسم لوحة تشكيلية لمعركة مشونش التي وقعت بتاريخ: 15 مارس 1844، و”..يظهر فيها النقيب “اسبيناس” مصابا بطلقتين ناريتين، والسكان يواصلون المعركة بالوسائل المتوفرة البسيطة (الحجارة والعصي)..”، وقد ذكر ذلك المؤرخ الجزائري عبد الحميد زوزو في كتابه: ثورة الأوراس 1879، الصادر بالجزائر سنة 1986 عن المؤسسة الوطنية للكتاب.
مشونش جنة أو جنات خلابة وهي واحة دائمة الاخضرار خاصة بنخيلها ومشمشها، وتدل المنازل المبنية بالطراز المعماري البربري ـ خاصة القلاع ـ على قدم وجود الإنسان بهذا المكان. 
أمجاد وجمال مشونش ألهم أبناءها على قول الشعر بالنسبة للبعض (الهادي بوراس، بلقاسم عبوبه، يحي عيدي، جيماوي فيصل..)، وإلى تحويل هذه الأشعار إلى أغان عذبة بالنسبة للبعض الأخر (نجاحي، ميموني، عميروش، ميهوب). الكثير من مطربي المدينة هاجروا إلى فرنسا باستثناء ميهوب، الذي يعد قمة من قمم الأغنية الشاوية الشامخة ولا يقل أهمية عن قمة شيليا أو الشلعلع أو بوعريف أو زلاطو… ميهوب، أستاذ الموسيقى بإحدى متوسطات المدينة يرفض الرحيل ولا يتصور نفسه في مكان آخر غير بلدته التي صنع ريشة قيتارته من جريد نخيلها، وأبدع أجمل الأغاني. وقف المطرب الملتزم ميهوب ضد محو اللسان وقتل الوعي، وحاول استنهاض همم الأمة؛ أمة أتعبتها قوى التغريب والتشريق، التطرف واللاّ عدالة. خاطب ضمائر أرهقتها الليالي المظلمة، ورفض منطق القطيع مفضلا التفكير خارج السرب. كما حاول إعادة بناء زربية الجزائر من خلال أغنية آزطا (النسيج)، وتمسك ببرنوس جده في أغنية “بابا يدجايد أعلاو “أبي ترك لي برنوسا”.
مشونش غنى عنها ابنها المهاجر إلى فرنسا المطرب عميروش ووصفها بمنبت الأحرار، كما غنى عنها أيضا المطرب والملحن نواري نزار، وبها تم تصوير عدة أفلام سينمائية كان آخرها فيلم “مسخرة” للمخرج الشاب: إلياس سالم. ولشباب المدينة تجربة في فيديو الهواة من خلال فيلم “فولياز” أي المشعوذ، وأفلام أخرى أبدع فيها هؤلاء الشباب؛ نذكر منهم الفنان التشكيلي المتعدد المواهب برزاق.
في بانيان (إحدى قرى مشونش) كانت توجد قلعة مشكّلة من ثلاثة طوابق شيّدت على صخر مشرف على الوادي، تعرضت للحرق سنة 1957، وبالقرب من موقع القلعة لا تزال بقايا ساقية منقوشة في الصخر.
تربة مشونش طيّبة تنتج أشهى أنواع التمور والفواكه كما تصلح لصناعة الفخار، إذ توجد وحدة خاصة بصناعة الفخار بالمدينة.
تساقط الأمطار بغزارة في فصلي الخريف والربيع فرصة لأطفال المدينة للعب في الوادي بعد هدوء وصفاء مياهه، وهي أيضا مناسبة لرؤية قوس قزح على قمم الجبال وهو أشبه بالشاش الذي تضعه المرأة الأوراسية على رأسها، مع العلم أن بعض ألوان الملحفة الشاوية مستلهمة من ألوان قوس قزح.

## الخريطة الاجتماعية
تتربع بلدية مشونش على مساحة قدرها ، 504.40 كلم2، عدد سكانها حوالي 10 آلاف نسمة، موزعين على القرى المداشر التالية:
- التجمع الرئيسي (حي ميوري- حي مريشي- حي قرارة- حي السوق- حي قرن عباس- حي الرمل).

- التجمع الثانوي (بانيان : الديسة – بانيان – الحمام).

بالإضافة إلى المناطق المبعثرة.
يحدها بلدية منعة شمالا ، بلدية تكوت شرقا وشمالا، بلدية سيدي عقبة وزريبة الوادي جنوبا ، بلدية شتمة وجمورة من الجهة الغربية.
تعتبر بلدية مشونش من البلديات التي تمتاز بالطابع الفلاحي وتتربع على مساحة كبيرة من الأراضي الزراعية والفلاحية، حيث تتوفر البلدية على أربعة محيطات زراعية كبرى وهي بعيدة عن مقر البلدية بحوالي 70 كلم جنوب شرق البلدية وهي محيط النولية ، محيط قرارة الرومية ، محيط علب غانيم ، محيط الولجة، تتربع على مساحة شاسعة من زراعة النخيل في كل من بانيان ومشونش ولحبال حيث تتوفر على 88650 نخلة منها 22283 من نوع دقلة نور ويعادل مردود النخلة الواحدة بـ 80 كلغ/ن ، بالإضافة إلى زراعة الحبوب والخضراوات والأشجار المثمرة.
أما بالنسبة لقطاع التربية والتعليم يتوفر إقليم البلدية على 07 مدارس للطور الأول والثاني ، و تتوفر على ثلاث مؤسسات للطور الثالث ، وعلى مؤسسة واحدة في التعليم الثانوي . ويتواجد بها مركز التكوين المهني حيث يضم عدة فروع لكلا الجنسين.
أما قطاع الصحة يتواجد على مستوى بلدية مشونش مركز صحي واحد يضم: 
مصلحة الإستعجالات ، مصلحة الولادة ، مصلحة حماية الأمومة والطفولة ، مصلحة الأشعة ، مصلحة جراحة الأسنان ، مكتب الأخصائية الاجتماعية ، مصلحة المخبر ، بالإضافة إلى ثلاث قاعات علاج وتوجد 04 صيدليات إحداها بقرية بانيان.
أما قطاع السكن حيث بلغ عدد المساكن الإجمالي حوالي 2069 سكن ، أما قطاع البريد والمواصلات تحتوي على قباضة رئيسية ووكالتين بريديتين.
أما قطاع التشغيل موزعون على القطاعات التالية:
قطاع الفلاحة 262 عامل ، قطاع الصناعة 83 عامل ، قطاع الخدمات 1310 عامل ، والمجموع 1655 عامل (الفئة العاملة فعلا) ، وبلغ عدد البطالين 657 أي نسبة 6.48 % من إجمالي السكان، وقطاع الشؤون الدينية يتواجد ببلدية مشونش العديد من المرافق الشعائرية والمتمثلة فيما يلي : 06 مساجد ، مدرسة قرآنية ، و07 مقابر موزعة على مستوى البلدية ، أما قطاع الشباب والرياضة تتوفر بلدية مشونش على المرافق الرياضية التالية، بيت الشباب ، نادي الشباب ، قاعة متعددة النشاطات ، ملعب بلدي ، ملعب جواري ، مركز ثقافي ، مسرح ، متحف ، مكتبة عمومية وهي في طور الإنجاز ، وفي ما يخص الأمن ببلدية مشونش عدة مرافق أمنية المتمثلة في:
الدرك الوطني ، ثكنة عسكرية ، حرس بلدي ، قسم الأمن ، الحماية المدنية ، بالإضافة إلى المرافق الإدارية التالية: مقر البلدية ، مقر الدائرة ، فرع مديرية التعمير ، فرع الغابات ، فرع الفلاحة ، فرع الري ، صندوق الضمان الاجتماعي ، فرع بلدي ببانيان ، أما المرافق التجارية وهي محلات تجارية ، صناعة الفخار ، مدجنة.